# Növényzeti övek
A Föld növényzeti övei (a zonobiomok) az éghajlati öveknek megfelelően kialakult fitocönológiai formációcsoportok.
Minden éghajlati övnek megvan a maga sajátos növényzete. Az éghajlati és növényzeti övek elvileg párhuzamosak az Egyenlítővel, a valóság azonban jócskán különbözik ettől az elvi képtől. Az eltérés két fő oka:
- a tengerek és a szárazföldek egyenlőtlen területi megoszlása és
- a domborzat.

Főként ezek alakítják ki azokat a légkörzési rendszereket és tengeráramlatokat, amelyek jelentősen módosítják a szárazföldek klímáját. Az egyes éghajlati öveknek megfelelően alakulnak ki a Föld növényzeti övei.
A domborzat hatására a növényzetnek vertikális zonalitása is kialakul. Ezek az úgynevezett orografikus növénytársulások egy-egy növényzeti övön belül, intrazonális helyzetben fejlődnek ki a hegyvidék speciális éghajlati viszonyainak hatására. Ugyancsak intrazonálisak a különböző speciális élőhelyeken (zömmel különleges talajokon) létrejött edafikus társulások.
Az egyes éghajlati öveket számos szerző jellemző növényzetük alapján nevezi meg, emiatt a kétféle terminológia gyakran keveredik.
| Örök jég Sarkvidéki tundra Tajga Mérsékelt övi lombhullató erdő Mérsékelt övi füves puszta Szubtrópusi esőerdő | Mediterrán Monszunerdő Terméketlen sivatag Cserjés sivatag Száraz füves puszta Félsivatag | Füves szavanna Erdős szavanna Szubtrópusi száraz erdő Trópusi esőerdő Hegyi tundra Hegyvidéki erdő |

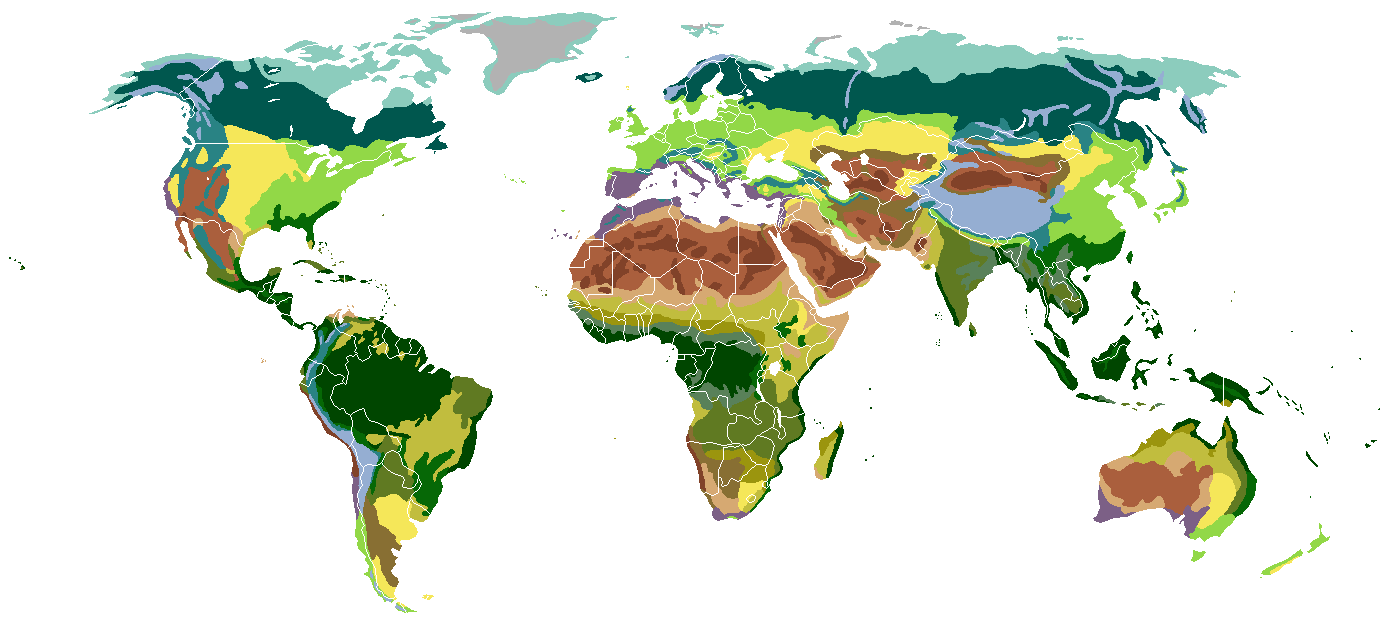
A Föld növényzeti övei

A globális éghajlati öveket az egyes kontinensek sajátosságai, az éghajlat kisebb különbségei szerint kisebb egységekre osztják. Az egyes övek határain átmeneti zónák alakultak ki — ilyen például a füves puszták és a lombhullató erdők között az erdős sztyepp; ebbe az átmeneti zónába tartozik Magyarország területének nagyobb része.
Minden éghajlati övnek (és persze minden átmeneti zónának) megvannak a maga jellemző haszonnövényei, emiatt az egyes növényzeti övekben más-más, az adott övre jellemző mezőgazdasági kultúra alakult ki.

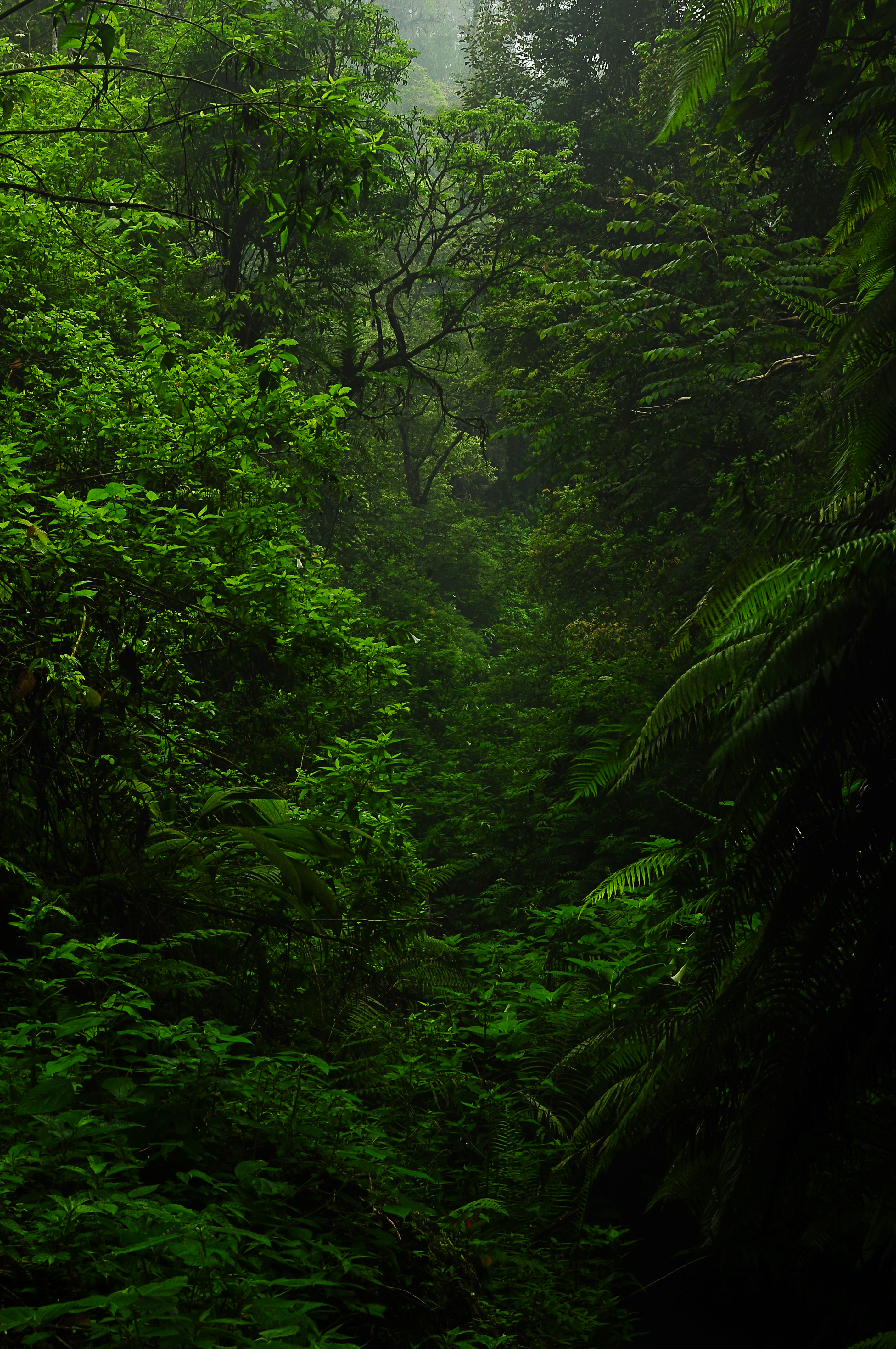
Trópusi esőerdő (Nyugat-Jáva)

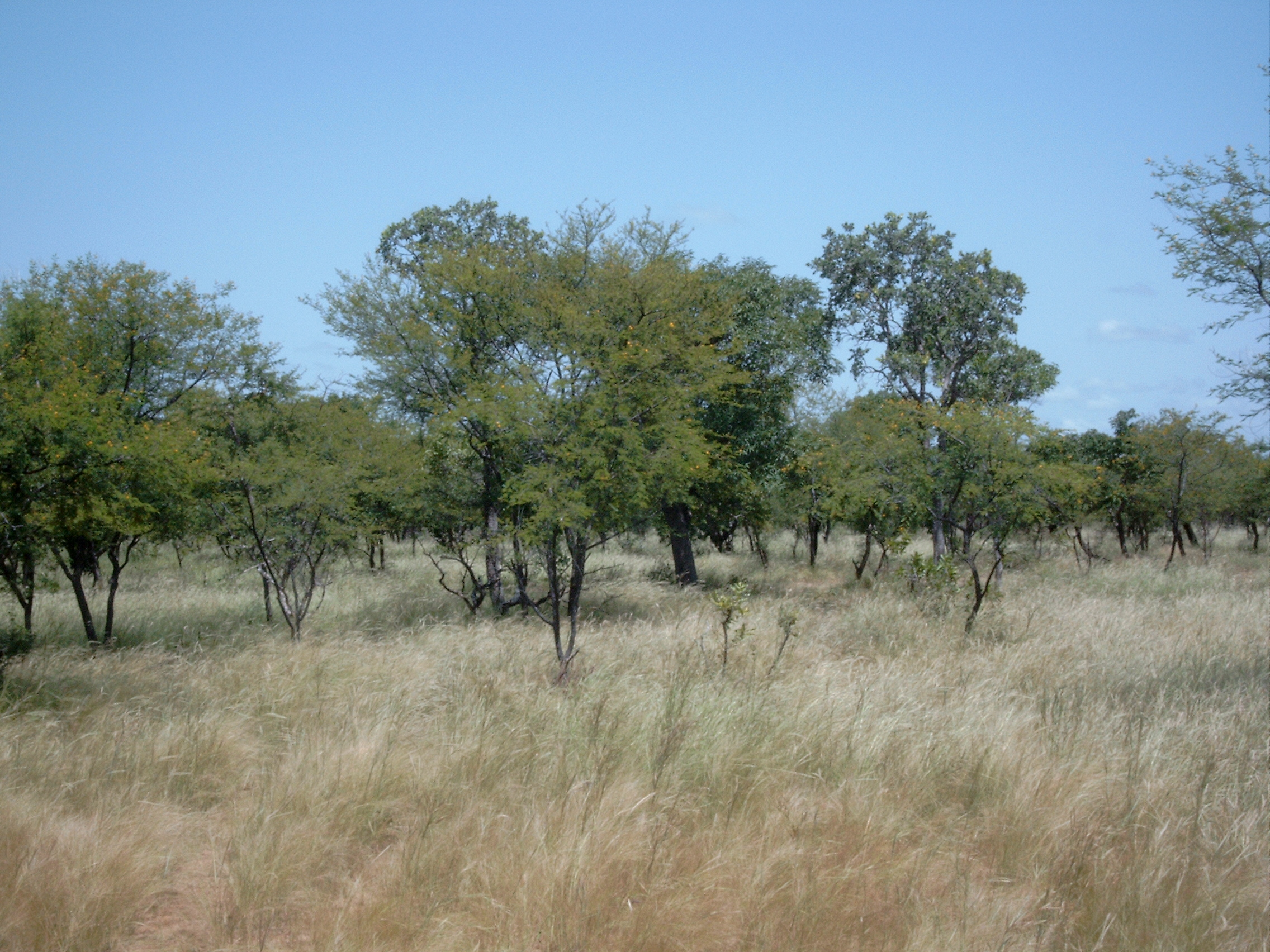
Ligetes szavanna akáciákkal (Burkina Faso, Fada N'Gourmától délre

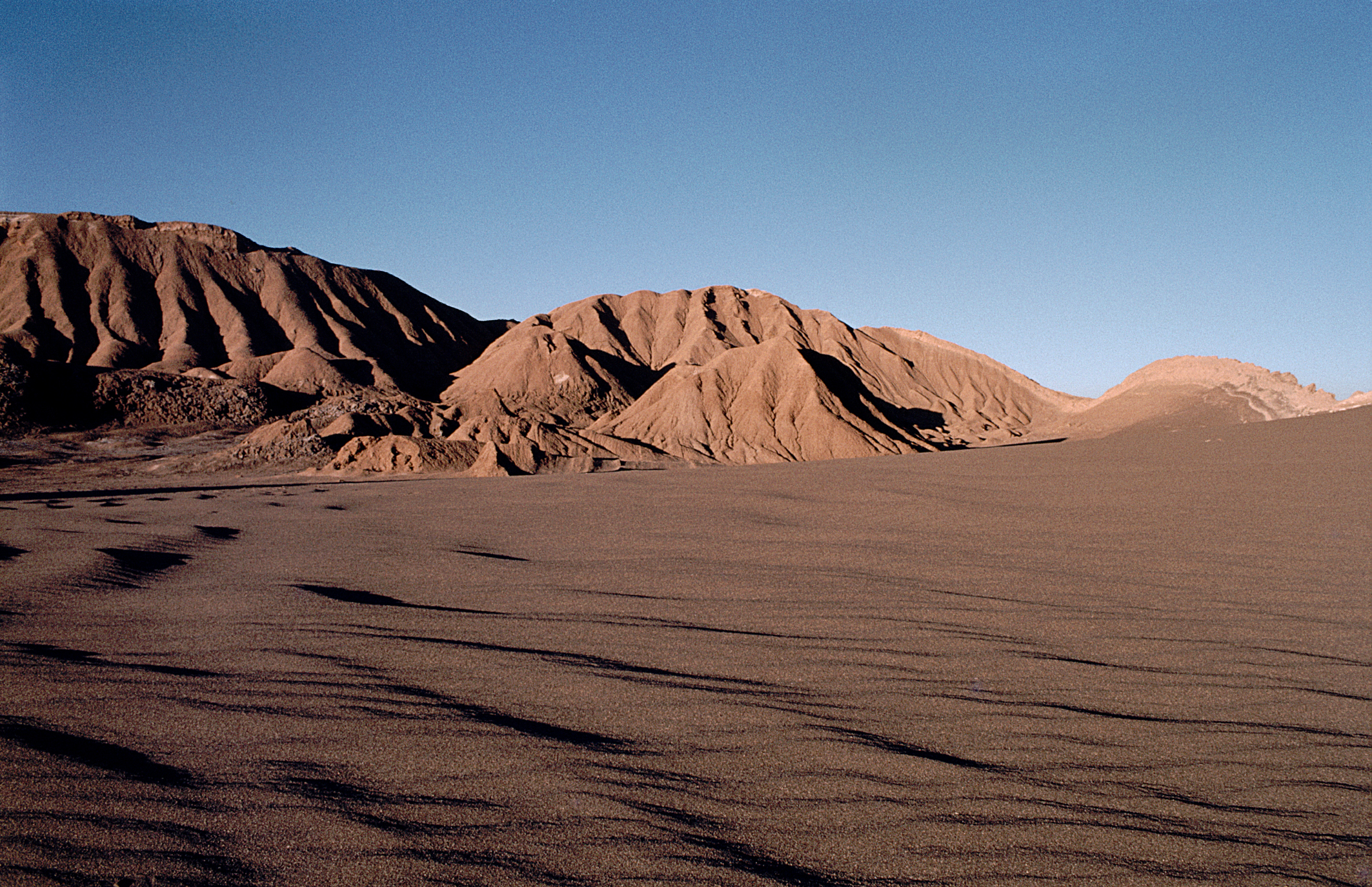
Atacama sivatag, Chile, Valle de la Luna

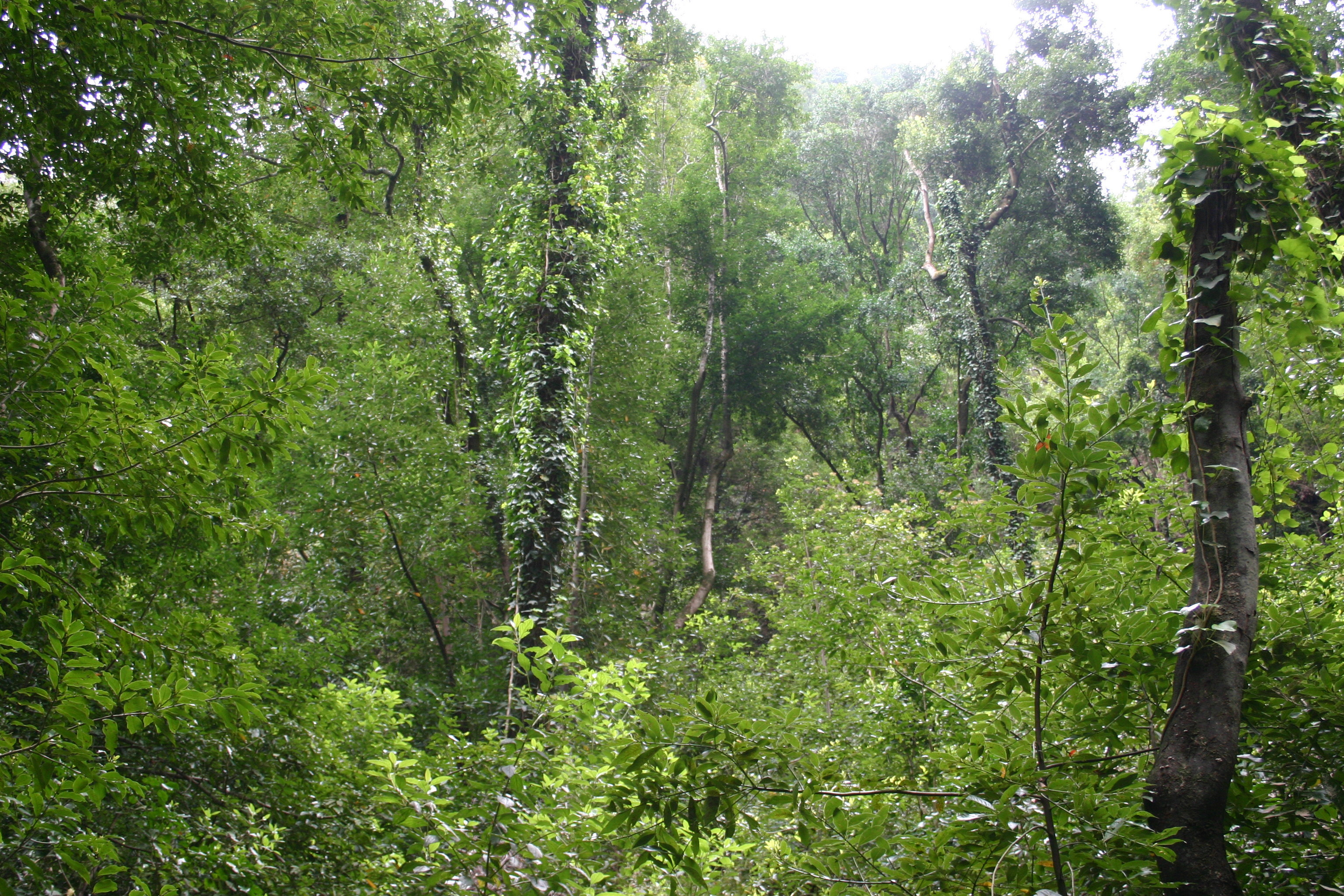
La Palma szigetén

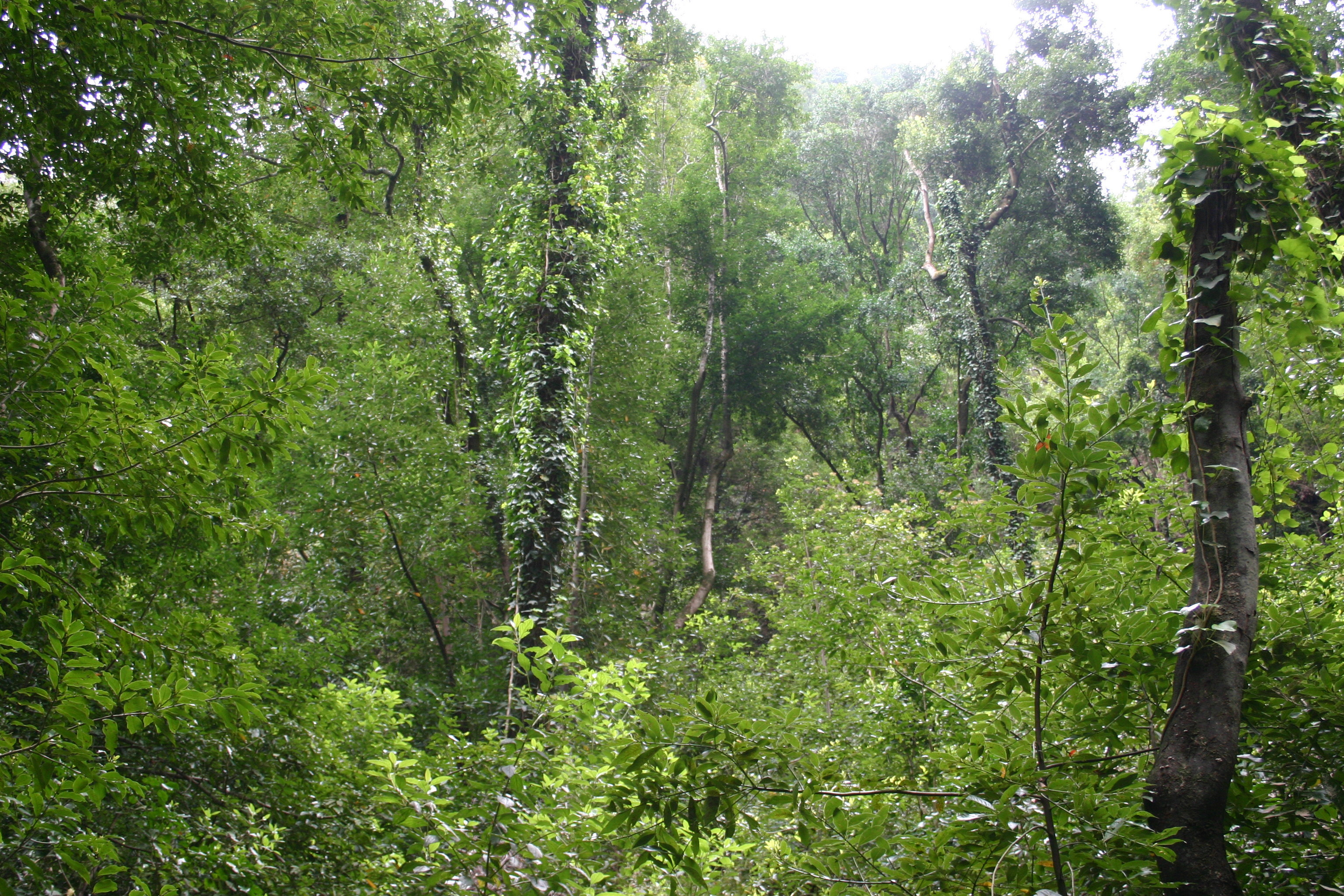
babérlombú erdő

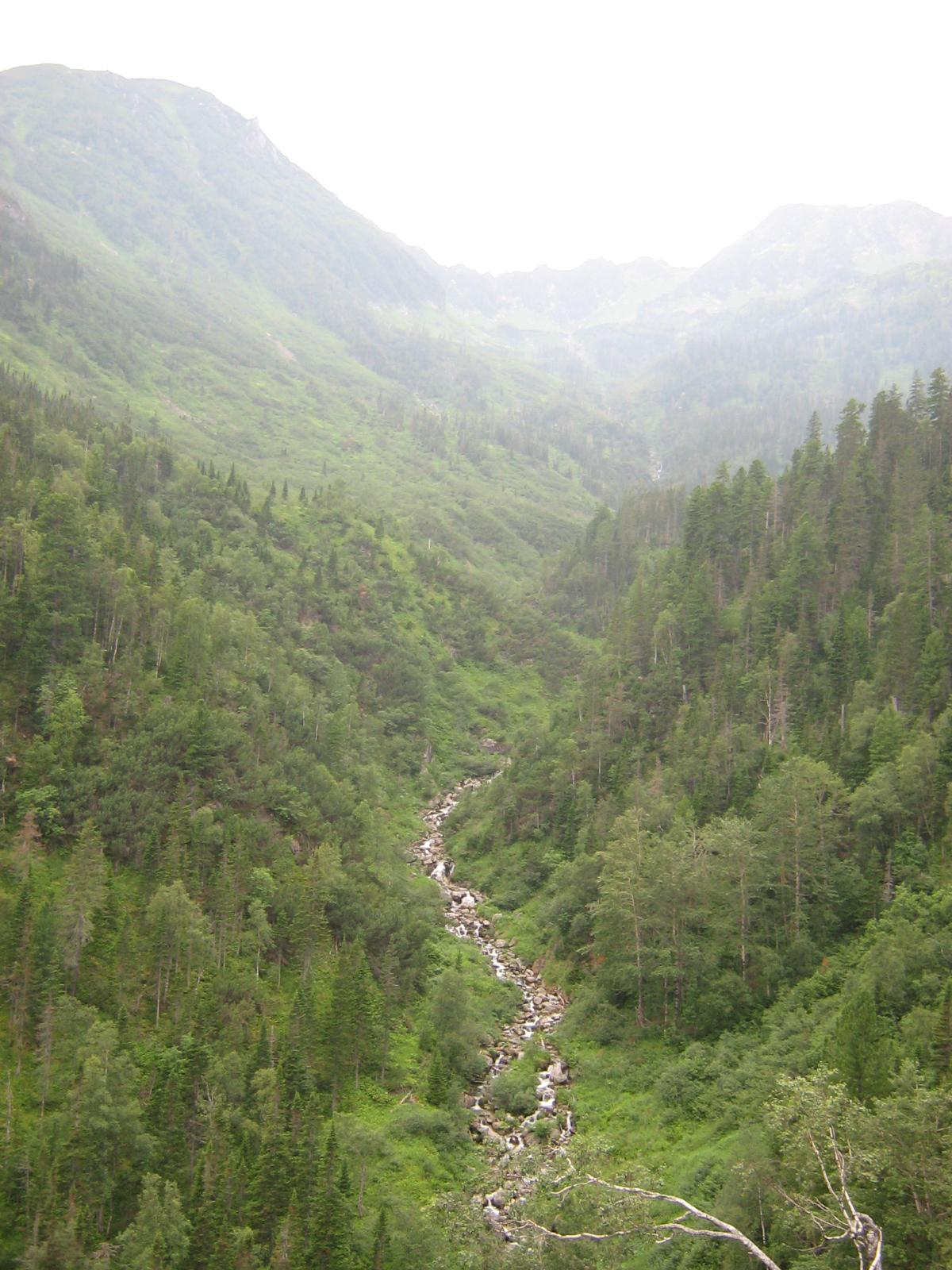
Dél-szibériai tajga

Tundra (Kelet-Grönland)

## A trópusi éghajlati öv növényzeti övei

### Trópusi esőerdő
A trópusi esőerdők (Kevey), más néven sík- és dombvidéki esőerdők (TAMOP) formációcsoportja az Egyenlítő mentén, a kontinensek belsejében kb. a 10. szélességi fokig, azok partvidékein és az óceáni szigeteken jóval északabbra, illetve délebbre húzódik.
- Dél-Amerikában ilyen az
  - Amazonas-medence,
  - az Andok északi részének csapadékosabb keleti lejtői és
  - Északkelet-Brazília (ami az Orinoco és több kisebb folyó vízgyűjtőjéhez tartozik);
- Közép-Amerikában
  - a Kordillerák alacsonyabb részei és
  - az Antillák hegyvidékei;
- Afrikában:
  - a Guineai-öböl partvidéke,
  - a Kongó-medence,
  - a kelet-afrikai szigethegyek és vulkánok;
- Ázsiában:
  - a Nyugati-Ghátok,
  - a Himalája középső és keleti részének déli lejtői,
  - Asszám,
  - Hátsó-India és az indonéz szigetvilág csapadékosabb területei;
- ÉK-Ausztrália; valamint
- Óceánia szigetvilága.

A nagy esőerdők közül a legősibbek a hátsó-indiaiak. Az Amazonas-medence trópusi esőerdei a pleisztocén eljegesedések alatt 19 viszonylag kis refúgiummá zsugorodtak össze; ezek napjainkban kiugróan nagy biodiverzitásukról ismerhetők fel. 

### Trópusi lombhullató zárt erdők
A trópusi lombhullató zárt erdők (TÁMOP) a trópusi és szubtrópusi lombhullató erdők (Kevey) (Hiemilignosa) formációcsoportjának trópusi tagjai. Legnagyobb területet borító képviselőik a monszunerdők és a száraz trópusi erdők:
- Elő- és Hátsó-Indiában nagy összefüggő területeken,
- a Maláj-szigetvilágban, Afrika DK-i és Ny-i tájain, ÉK-Ausztráliában és Brazília K-i részén a tengerpartokon

terjedtek el.

### Szavanna
A szavanna a trópusi erdők övét szegélyezi vagy nagy területen helyettesíti. Kialakulásuk feltétele a hosszú és határozott száraz évszak, az erdő életéhez szükségesnél kevesebb csapadék(<1000mm/év) és nagyobb napi, illetve éves hőingás. 
- Legnagyobb kiterjedését Afrikában éri el, ahol széles sávként szegélyezi
  - a Kongó-medence és
  - Nyugat-Afrika erdeit; emellett
- Ázsiában (Elő- és Hátsó-India, Kelet-Jáva),
- Amerikában:
  - Orinoco vízgyűjtője,
  - Kelet-Brazília,
  - a közép-amerikai földhíd szárazabb Ny-i fele,
  - az Antillák esőárnyékos tájai és
- Észak-Ausztráliában is előfordul.

### Intrazonális növénytársulások
Helyi okok miatt a trópusi éghajlati övben (is) többféle, a növényzeti övben dominálótól eltérő előforduló növénytársulás tűnik fel szigetszerűen. Közülük a legáltalánosabbak az orografikus növénytársulások, amelyeket a növényzet vertikális zonalitása cím alatt ismertetünk részletesebben.
A további intrazonális társulások többnyire edafikus jellegűek, tehát talajtani okok miatt alakultak ki. A trópusok legjellemzőbb ilyen társulásai:
- a mangroveerdő,
- a trópusi sziklanövényzet,
- a keranga (trópusi fenyérerdő),
- a folyóparti mocsárerdő,
- a várzeaerdő,
- a szudd és a
- a tengerparti pálmaliget.

#### Mangroveerdő
A mangroveerdők a trópusi folyók torkolataiban és az egyéb, a hullámtöréstől védett tengerpartokon alakulnak ki. Fafajaik többsége elevenszülő, azaz nem magokat, hanem félig fejlett csíranövényeket potyogtatnak el, és azok a puha iszapba fúródva rögtön meggyökeresednek. Hogy az iszapból ki ne forduljanak, a fákat többnyire rugalmas horgonygyökérzet rögzíti. Az időszakos elöntések miatt a törzseket az iszapszint fölött szellőzőgyökerek (pneumatofórák) sokasága veszi körül. A mangrove (Rhizophora spp., Avicennia spp.) fajok előfordulása függ az árapály erejétől és a száraz évszak hosszától is. Legnagyobb magasságukat (35–40 m) a nedves trópusokon érik el. Gazdasági jelentőségük főként a szénégetés alapanyagaként van.

#### Trópusi sziklanövényzet
A trópusi sziklanövényzet fő növénytársulásai a legfeljebb embermagas cserjések (bozótok) és a sziklagyepek. Karakterfajai többnyire:
- kemény levelű pozsgás vagy félszukkulens növények,
- kúszónövények,
- bambuszok és
- üstökösfák.

Sok növényfaj endemikus. 

#### Keranga
A keranga (trópusi fenyérerdő) az ásványi tápanyagok – elsősorban a nitrogén – szűkössége miatt limitált növekedésű,, erdő jellegű életközösség. A fák satnyák, lombkoronájuk letörpült. Többnyire savanyú homoktalajon jelenik meg.

#### Folyóparti mocsárerdő
A folyóparti mocsárerdő a trópusi fenyérerdő nagyon nedves, vízben bővelkedő, tőzeges változata. Talaját az év nagy részében víz borítja. Aljnövényzetében sok a páfrány.

#### Várzeaerdő
A várzeaerdők a sok üledéket és tápanyagot szállító, ún. fehér vizű folyók (például Rio Blanco, Amazonas) ártéri lagúnáinak periodikusan elárasztott peremén alakultak ki.

#### Szudd
A szudd avagy trópusi ingóláp az álló vagy lassan folyású vizekben, különösen ez utóbbiak kiterjedt mocsaras deltáiban alakult ki nagy területeken összefüggő, rendkívül sűrű növényközösségekkel. Legjellemzőbb képviselője a társuláscsoport nevét is adó Szudd Dél-Szudánban

#### Tengerparti pálmaliget
A tengerparti pálmaligetek nyílt, homokos tengerpartokon, illetve trópusi homokpadkákon tűnnek fel.

### Másodlagos növénytársulások
A másodlagos növénytársulások az emberi tevékenység következményei. A letarolt síkvidéki és hegyi trópusi esőerdők helyén alakulnak ki a másodlagos esőerdők — ezek fajdiverzitása korábbinál jóval kisebb. A síkvidékeken másodlagos szavannák alakulnak ki vagy olyan, óriás füvek dominálta társulások, mint például az indomaláj alang-alang.

## A szubtrópusi éghajlati öv növényzeti övei
A trópusi és mérsékelt öv széles határzónájában átmeneti (trópusi és mérsékelt) klímahatások érvényesülnek. E területeket összefoglalóan szubtrópusoknak nevezzük, és közös jellemzőjük, hogy a meleg éghajlat ellenére enyhe fagyok előfordulhatnak. Három élesen eltérő típusa az állandóan száraz éghajlatú sivatag, az esős nyarú szubtrópusi monszun és az esős telű mediterrán terület.
A szubtrópusok növényföldrajzi formációcsoportjai:
- a Ráktérítő és a Baktérítő mentén, az állandóan száraz területeken
  - (zonális) sivatag,
  - (zonális) félsivatag;

- az esős nyarú (szubtrópusi monszun) területek fitocönológiai formációcsoportjai
  - szubtrópusi esőerdő,
  - babérlombú erdő,

- az esős telű mediterrán területek természetes növényzete
  - a keménylombú erdő;
  - az ennek degradálása után kialakult másodlagos növényzet a macchia; szélsőséges esetben a garrigue.

## A mérsékelt éghajlati öv formációcsoportjai
A mérsékelt éghajlati és egyben növényzeti övek két oldalról széles sávban szegélyezik a szubtrópusi öveket. A kontinensek úgy helyezkednek el, hogy az északi féltekén a mérsékelt öv sokkal nagyobb, mint a délin. 
A trópusi és a szubtrópusi övben a hőmérséklet lehetővé teszi, hogy a vegetáció folyamatosan fejlődjön, a mérsékelt övben azonban a fagyponthoz közeli vagy az alatti hőmérséklet téli nyugalomba (dormancia) kényszeríti a növényeket. Ez hasonlít a trópusi területek száraz évszakához, hiszen a fagy éppen úgy a folyékony vizet veszi el a növényektől, mint a szárazság. A növények áttelelő szerveket fejlesztettek ki a kedvezőtlen időszakra. Életfolyamataik ilyenkor sem állnak meg, csak lelassulnak. Az északi mérsékelt öv négy fő növényzeti zónája:
- sztyepp (mérsékelt övi füves puszta),
- mérsékelt övi lombhullató erdő,
- tajga (a tűlevelű erdők, azaz fenyvesek zónája),
- kontinentális (mérsékelt övi) sivatag.

A déli mérsékelt övben kiterjedt tűlevelű erdőzóna nincsen, mert az ennek megfelelő földrajzi szélességeken jelenleg nincs kontinens.

## A hideg éghajlati öv növényzete
A hideg éghajlati öv növényzeti öve a tundra; azon túl már a sarki jégsivatag következik.